# Cleisostoma crochetii
Cleisostoma crochetii es una especie de orquídea epifita que se encuentra en Asia.

## Descripción
Es una planta pequeña, que prefiere el clima cálido, de hábitos epifitas monopodial con un tallo muy corto que lleva 2 filas de hojas, engrosadas, coriáceas, de color verde con manchas de color marrón si se deja al sol. Florece en el verano y el otoño en una inflorescencia colgante, paniculada, de 20 cm a 35 cm de largo, con hasta 15 flores abiertas a la vez, y flores sucesivas en apertura.

## Distribución y hábitat
Se encuentra en Vietnam, Camboya y Laos en elevaciones de 300 a 1000 metros en los bosques húmedos, cubiertos de musgo, mixto y de coníferas en las ramas cubiertas de musgo de viejos árboles retorcidos enanos. 

## Taxonomía
Cleisostoma crochetii fue descrita por (Guillaumin) Garay y publicado en Botanical Museum Leaflets 23: 170. 1972.
Etimología
Cleisostoma: nombre genérico que deriva del griego: kleistos, que significa "boca cerrada".
crochetii: epíteto
sinonimia
- Blumeorchis crochetii (Guillaumin) Szlach.
- Sarcanthus crochetii Guillaumin
- Sarcanthus tricornis Seidenf.[4][5]